# Baia di Chantrey
La baia di Chantrey (Tariunnuaq) è una baia situata lungo la costa artica del Canada nel territorio di Nunavut.

## Storia
la baia di Chantrey è storicamente il territorio degli Utkuhiksalik, una popolazione nomadica inuit che viveva in iglù in inverno, in tende in estate e la cui dieta era basata sulla trota, sul coregono e sul caribù. Nel 1834 George Back discese il fiume Back fino alla sua foce giungendo ed esplorando la baia. Nel 1839 Peter Warren Dease e Thomas Simpson raggiunsero invece la baia di Chantrey navigando lungo la costa provenendo da ovest. Oggigiorno la zona è battuta da pescatori sportivi che vi arrivano con aeroplani noleggiati.